# Carlos Montezuma

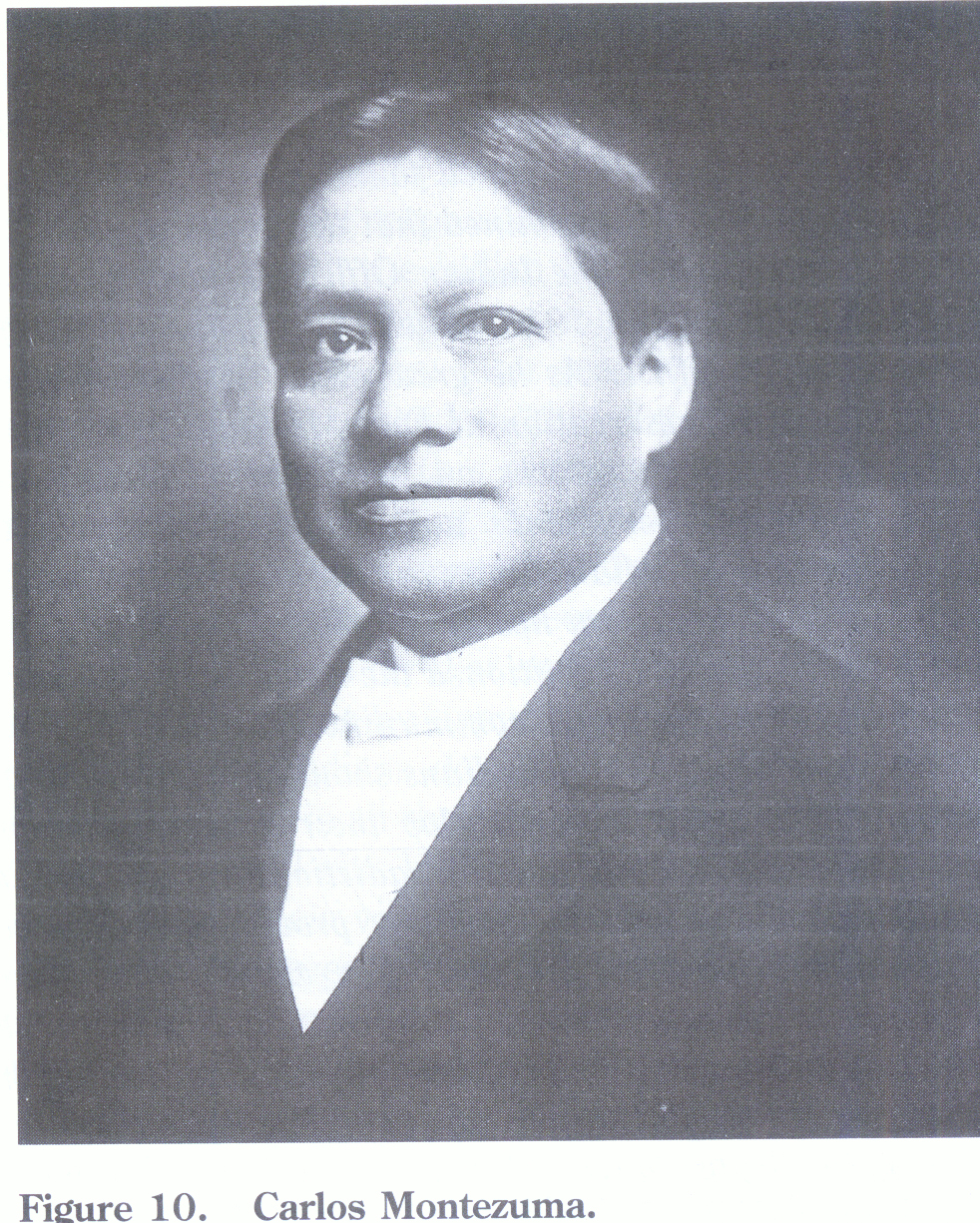
Carlos Montezuma.

Carlos Montezuma o Wassaja (Reserva Yavapai, Arizona, Estados Unidos, 1866-1923) fue un indio yavapai que en 1871 fue capturado por los pima y vendido en Adamsville al fotógrafo Carlos Gentile. Fue bautizado, y en 1889 se graduó en química en la Universidad de Illinois. Desde entonces trabajó para el BIA. En 1911 contactó con el sioux Charles Alexander Eastman y fundó la Sociedad de Indios Americanos, primera asociación que reivindicaba la igualdad de los amerindios en la sociedad norteamericana. En 1916 volvió a la reserva Yavapai y protestó por la situación de su pueblo. Falleció enfermo de tuberculosis.